# Telamona monticola
Telamona monticola är en insektsart som beskrevs av Fabricius. Telamona monticola ingår i släktet Telamona och familjen hornstritar. Inga underarter finns listade i Catalogue of Life.